# Akeene Brown
Akeene Brown, des Öfteren auch Akeem Browne geschrieben (* 28. Dezember 1992), ist ein barbadischer Fußballspieler auf der Position eines Abwehrspielers, der seit der Saison 2018/19 beim barbadischen Erstligisten UWI Blackbirds FC, der Fußballmannschaft der UWI Blackbirds, der universitätseigenen Sportabteilung des Cave-Hill-Campus der University of the West Indies, spielt.

## Vereinskarriere

### Durchbruch beim Barbados Defense Force SC
Akeene Brown wurde am 28. Dezember 1992 geboren. Spätestens ab dem Spieljahr 2009 gehörte er dem Barbados Defence Force SC, der Fußballmannschaft des Barbados Defence Force Sports Program der Barbados Defence Force, an. Mit der Mannschaft aus der Ortschaft Paragon im Parish Christ Church belegte er im Endklassement des Spieljahres 2009 mit einem Punkt Rückstand auf Meister Brittons Hill, jedoch bei einer bei weitem besseren Tordifferenz, den zweiten Tabellenplatz. Im gesamten Saisonverlauf kam Brown zu zwei Toren für seine Mannschaft. Im Barbados FA Cup des Jahres 2009 schaffte er es mit der Mannschaft bis ins Viertelfinale und unterlag in diesem knapp mit 1:2 dem späteren Finalisten Paradise SC. Nach sechs absolvierten Ligaspielen im Spieljahr 2010 hatte es seine Mannschaft auf lediglich einen Sieg und ein Remis gebracht, womit das Team auf dem letzten Tabellenplatz rangierte. Die Führung zog daraufhin Konsequenzen und nahm die Mannschaft am 15. März 2010 aus dem Spielbetrieb der höchsten barbadischen Fußballliga; die restlichen Partien wurden mit 0:3 gewertet. Brown war in diesem Jahr der erste Spieler seiner Mannschaft, der ein Tor erzielte; beim Auftaktspiel, einem 1:1-Auswärtsremis gegen den Ellerton FC erzielte er in Minute 45 das Tor zur 1:0-Führung. Im Barbados FA Cup 2010 war für die Mannschaft bereits in der ersten Hauptrunde gegen den Belfield SC (3:4-Niederlage im Elfmeterschießen) Schluss.
Nach dem Abstieg in die Division 1, die zweithöchste Spielklasse des Landes, erkämpfte sich die Mannschaft in dieser umgehend den ersten Tabellenplatz und stieg am Saisonende zusammen mit dem Zweitplatzierten, Dayrells Road, wieder in die Premier League auf. Im Barbados FA Cup 2011 schied Brown mit dem Barbados Defence Force SC diesmal im Viertelfinale gegen den Erstligisten Paradise SC aus. Bereits in der ersten Saison nach dem Wiederaufstieg spielte die Mannschaft um den Titel mit und beendete das Spieljahr 2012 mit zwei Punkten Rückstand auf Meister Weymouth Wales auf dem dritten Platz, punktegleich mit Brittons Hill, dem Zweitplatzierten. Noch besser lief es allerdings im Barbados FA Cup 2012, in dem es das Team rund um den 1,82 m großen Defensivmann im Finale auf Brittons Hill traf und nach einem 4:3-Erfolg in der Verlängerung als Sieger vom Platz ging.

### Barbadischer Serienmeister
Im nachfolgenden Spieljahr 2013 wurde Brown mit seiner Mannschaft überlegen Meister – 13 Siegen standen vier Remis und eine Niederlage gegenüber. Brittons Hill, der nächste Verfolger, hatte acht Punkte Rückstand auf die Barbados Defence Force. Auch in den 2014 und 2015 konnte das Team den Titel verteidigen; im letztgenannten Jahr wurde man, da man punktegleich mit dem Rendezvous FC war, nur aufgrund der besseren Tordifferenz barbadischer Fußballmeister. Im Barbados FA Cup 2014 schaffte es die Mannschaft bis ins Finale und unterlag in diesem knapp mit 0:1 dem barbadischen Rekordmeister Weymouth Wales. Beim ein Jahr später folgenden Barbados FA Cup 2015 waren beide Mannschaften der Barbados Defence Force erfolgreich im Rennen. Während die als BDF antretende zweite Mannschaft des Klubs erst im Viertelfinale knapp gegen Weymouth Wales ausschied, schaffte es die erste Mannschaft bis ins Finale und besiegte in diesem den Rendevouz FC mit 2:1. Nach drei Meistertiteln in Folge bestritt der Defensivakteur mit dem Spieljahr 2016 seine achte Saison in der Herrenmannschaft. Bis zum Ende des Spieljahres war die Mannschaft rund um Brown im Kampf um den Meistertitel beteiligt. Trotz einiger Kantersiege reichte es am Ende nicht für einen neuerlichen Titelgewinn; der UWI Blackbirds FC, die Fußballmannschaft der UWI Blackbirds, der universitätseigenen Sportabteilung des Cave-Hill-Campus der University of the West Indies hatte am Ende einen Punkt Vorsprung. Hervorzuheben sind hierbei vor allem der 21:0- sowie der 14:0-Sieg von UWI in der vorletzten und letzten Runde der Meisterschaft.

### Über Paradise zum UWI Blackbirds FC
Nach acht Jahren im Dienste der Barbados Defence Force schloss sich Brown im Sommer 2016 dem Ligakonkurrenten Paradise SC aus der Ortschaft Dover im Parish Christ Church an und trat im Spieljahr 2017 erstmals für die Mannschaft in Erscheinung. Beim vierfachen barbadischen Meister, der ebenso oft den barbadischen FA Cup gewann, in den letzten Jahren jedoch vermehrt im Tabellenmittelfeld vorzufinden war, kam er weiterhin in der Defensive zum Einsatz und belegte mit dem Team am Saisonende den vierten Platz. Erfolgreicher erging es Paradise im Barbados FA Cup 2017, als der Klub es bis ins Finale schaffte und in diesem erst in der Verlängerung gegen Weymouth Wales mit 0:1 unterlag. Eine ähnliche Leistung lieferte das Team auch im nachfolgenden Spieljahr 2018 ab. In einer, nach einer Ligareform, in zwei Gruppen (Zonen) aufgeteilten Liga belegte Paradise nach 16 Ligaspielen den zweiten Platz hinter Weymouth Wales in der Zone A, wodurch sich das Team für das Spiel um Platz 3 qualifizierte. In diesem schaffte es Brown mit seiner Mannschaft nicht den UWI Blackbirds FC, den Zweitplatzierten von Zone 2, nicht zu besiegen und verlor das Spiel knapp mit 2:3. Wie bereits im Jahr zuvor zog der Paradise SC auch 2018 ins Finale des FA Cups ein; mit einem 2:1-Sieg über seine ehemalige Mannschaft gewann Brown mit seinem Team den Pokal.
Nach einer weiteren Ligareform wurde der Spielbetrieb der nachfolgenden Saison auf die Jahre 2018 und 2019 aufgeteilt und als Barbados Premier League 2018/19 ausgetragen. Nur zwei Jahre nach seinem letzten Wechsel tat sich für Brown ein weiterer Transfer auf, woraufhin er sich dem 2014 in die höchste barbadische Fußballliga aufgestiegenen UWI Blackbirds FC anschloss. Mit diesem rangiert Brown unter Trainer Roland Butcher aktuell (Stand: 11. März 2019) kurz vor Saisonende auf dem zweiten Platz der Zone 2 und hat sich bereits für das Spiel um Platz 3 qualifiziert.

## Nationalmannschaftskarriere
Während seiner erfolgreichen Zeit bei der Barbados Defense Force schaffte Brown im Jahre 2014 den Sprung in die A-Nationalmannschaft seines Heimatlandes. Unter Trainer Collin Forde debütierte er am 2. März 2014 bei einer 0:2-Niederlage in einem Freundschaftsspiel gegen Jamaika, als er über die vollen 90 Minuten in der Defensive zum Einsatz kam. Ein halbes Jahr später setzte ihn Forde als Stammspieler während der Qualifikation zur Karibikmeisterschaft 2014 ein. Nach Einsätzen in den drei Spielen der Gruppenphase stieg er mit Barbados, das den zweiten Platz in der Gruppe 3 belegte, in die zweite Gruppenphase auf. In dieser kam Brown in zwei der drei Partien zum Einsatz und beendete die Gruppe 8 mit seinem Heimatland auf dem vierten und damit letzten Gruppenplatz, wodurch sich die Mannschaft nicht für die im November 2014 stattfindende Endrunde qualifizierte. Forde zog daraufhin Konsequenzen und trat im November 2014 als Trainer zurück, woraufhin Marcos Falopa das Traineramt, sowie das des technischen Direktors, übernahm und Brown wenige Monate später wieder als Stammkraft in der Nationalelf einsetzte. Von Februar bis März 2015 kam er so in drei freundschaftlichen Länderspielen als Linksverteidiger zum Einsatz.
In weiterer Folge setzte ihn der erfahrene Brasilianer im März 2015 in den beiden Spielen der ersten CONCACAF-Qualifikationsrunde zur Weltmeisterschaft 2018 gegen die Amerikanischen Jungferninseln ein. Nach einer unglücklichen 0:1-Niederlage im Hinspiel gewann Barbados das Rückspiel doch noch mit 4:0. Nach einem Einsatz in einem Freundschaftsspiel gegen die Fußballnationalmannschaft von St. Kitts und Nevis im Mai 2015 bestritt Brown mit seinem Heimatland die zweite CONCACAF-Qualifikationsrunde zur WM 2018. Nachdem er beim 2:0-Sieg im Hinspiel gegen Aruba in der 57. Spielminute mit der roten Karte vom Platz geschickt wurde und somit beim darauffolgenden Rückspiel nicht spielberechtigt gewesen war, schied er mit Barbados frühzeitig aus der Qualifikation aus, nachdem mit Hadan Holligan ein eigentlich gelbgesperrter barbadischer Spieler zum Einsatz gekommen war und das Spiel, das eigentlich in einem 1:0-Sieg der Barbadier endete, mit 3:0 für Aruba gewertet wurde. Nachdem von den Medien großteils als „peinlich“ bezeichnetem Ausscheiden der Barbadier wurde der brasilianische Trainer mit sofortiger Wirkung von seinen Pflichten und der einheimische Trainer Collin Harewood als neuer Nationaltrainer von Barbados vorgestellt.
Unter Harewood tat sich Brown allerdings schwer sich in die Stammmannschaft der Barbadier zu spielen, saß anfangs ohne Einsatz auf der Ersatzbank, ehe er gänzlich aus dem Kader gestrichen wurde. Erst am 10. März 2017, knapp zwei Jahre nach seinem letzten Länderspieleinsatz, kam Brown unter dem schweizerisch-somalischen Trainer Ahmed Mohamed, der eben erst das Traineramt übernommen hatte, wieder zum Einsatz. Nach einer 0:2-Niederlage in einem Freundschaftsspiel gegen Trinidad und Tobago gewann er mit seinem Heimatland 17 Tage später mit 2:1 in einem freundschaftlichen Länderspiel gegen Martinique. Dies war zugleich bis dato (Stand: März 2019) auch Browns letzter verzeichneter Länderspieleinsatz.

## Erfolge
mit dem Barbados Defence Force SC
- Vizemeister der Barbados Premier League: 2009 und 2016
- Meister der Barbados Premier League: 2013, 2014 und 2015
- Meister der Barbados Division One (zweite Liga) und Aufstieg in die Barbados Premier League: 2011
- Finalist des Barbados FA Cup: 2012 und 2014
- Sieger des Barbados FA Cup: 2015

mit dem Paradise SC
- Finalist des Barbados FA Cup: 2017
- Sieger des Barbados FA Cup: 2018